# 弼
弼（ひつ）は、漢姓の一つ。

## 朝鮮の姓
弼（ひつ、ピル、朝: 필）は、朝鮮人の姓の一つである。  

### 著名な人物
- 弼聖賚（朝鮮語版） - 李氏朝鮮の文臣。

### 氏族
始祖の弼夢良は武科に合格した武人であり、彼の子孫弼斗万が中枢府僉知事となり、その曽孫弼聖賚は正祖の時文科に合格して成均館司成となった。弼聖賚は《東国名臣録》にも記載され、「代々咸興に居住した」と記録されている。
| 氏族（地域） | 創始者 | 人数（2015年） |
| ------------ | ------ | -------------- |
| 大田弼氏     |        | 19             |
| 大興弼氏     |        | 92             |
| 礼山弼氏     |        | 7              |

### 人口と割合
1930年国勢調査当時総73世帯があり、そのうち65世帯が咸南の咸州、永興、洪原など北朝鮮地域に集中していた。 
| 年度   | 人口  | 世帯数 | 順位         | 割合 |
| ------ | ----- | ------ | ------------ | ---- |
| 1930年 |       | 73世帯 |              |      |
| 1960年 | 98人  |        | 258姓中198位 |      |
| 1985年 |       |        | 274姓中208位 |      |
| 2000年 | 251人 |        |              |      |
| 2015年 | 121人 |        |              |      |